# Tomasz Pyć

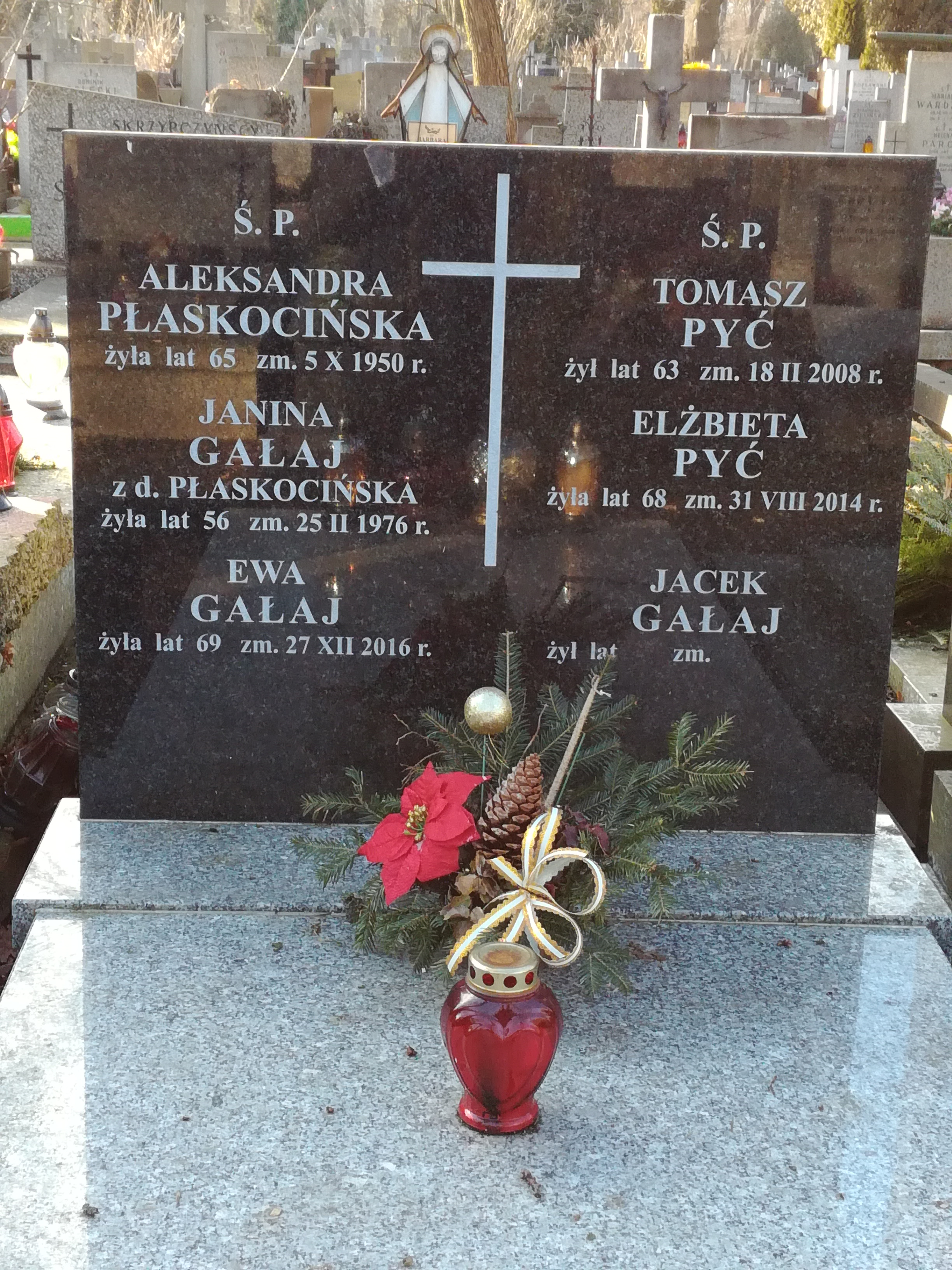
Grób Tomasza Pycia na cmentarzu Bródnowskim

Tomasz Pyć, właściwie Bogusław Tomasz Pyć (ur. 7 marca 1945, zm. 18 listopada 2008 w Warszawie) – dziennikarz telewizyjny, w latach 1977–1983 w zespole realizującym program Sonda.
Wcześniej pracował jako inżynier konstruktor w Zakładach Radiowych im. Marcina Kasprzaka (ZRK) w Warszawie, potem w Ministerstwie Nauki, Szkolnictwa Wyższego i Techniki, w Zjednoczeniu Zegarmistrzów, Złotników i Grawerów, skąd trafił do telewizji, zatrudniony przez Andrzeja Kurka, redaktora Sondy. W 1983 roku zainicjował z Bogdanem Borusławskim program Spektrum. Autor i współautor programów edukacyjnych: Spektrum, Telekomputer, Spin, Nasz Bałtyk, Studio TV Edukacyjnej, Bałtyckie Technologie, Kawa czy herbata?, Ludzie żaby, Gwiazdy świecą nocą, Pływać każdy może.
Nadal współpracował z programem Sonda do 1989 r. W latach 90. XX w. zrealizował programy Sonda z pozostawionych przez autorów materiałów. Opracował przekazane (po 1989 r.), dla TVP, odcinki Beyond 2000. Współpracownik programów Studio 3, Teleranek, Gotowanie na ekranie. Autor pierwszych stron internetowych Telekomputera i Telewizji Edukacyjnej. Popularyzator nauki i techniki w TVP, pionier we wprowadzaniu internetu do własnych i zaprzyjaźnionych programów w TVP.
Grób Tomasza Pycia znajduje się na Cmentarzu Bródnowskim w Warszawie, kwatera 10F, rząd 1, miejsce 27.